# ドン・ベニート
ドン・ベニート（スペイン語: Don Benito）は、スペイン・エストレマドゥーラ州バダホス県のムニシピオ（基礎自治体）。

## 地理
近接するビジャヌエバ・デ・ラ・セレーナとともに都市圏を形成している。

## 歴史
ローマ時代から定住地があったとされるが、1420年代まで定住地の存在について文献上に記録はない。町の最古の記録は1494年のものである。15世紀から16世紀にかけて人口が増加した。この時代の経済活動は農業が中心だったが、メスタ創設後は畜産が主となり、大農場の所有者たちが新たな地主制度を創設した。
1550年3月7日、カルロス1世がドン・ベニートに初の自治体条例を授け、1591年の王国による調査では人口4,239人を数えた。近代にも急速に人口が増えたが、17世紀には黒死病流行、洪水、イナゴの大発生、旱魃といった災難で多くの人口が失われた。
1856年、イサベル2世によって都市の称号を授けられた。

## 政治
| 任期      | 首長名                       | 政党 |
| --------- | ---------------------------- | ---- |
| 1979–1983 | León Romero Verdugo          | PSOE |
| 1983–1987 | José Diestro Sierra          | PSOE |
| 1987–1991 | José Luis Viñuela Díaz       | PSOE |
| 1991–1995 | José Benito Sierra Velázquez | PSOE |
| 1995–1999 | Mariano Gallego Barrero      | PP   |
| 1999–2003 | Mariano Gallego Barrero      | PP   |
| 2003–2007 | Mariano Gallego Barrero      | PP   |
| 2007–2011 | Mariano Gallego Barrero      | PP   |
| 2011–2015 | Mariano Gallego Barrero      | PP   |
| 2015–2019 | José Luis Quintana Álvarez   | PSOE |
| 2019–2023 | José Luis Quintana Álvarez   | PSOE |
| 2023–     | n/d                          | n/d  |

## 人口
| ドン・ベニートの人口推移 1842－2014                     |
|                                                         |
| 出典:INE（スペイン国立統計局）1900年 - 1991年、1996年 - |

## 出身著名人
- ヘスス・ヒル・マンサーノ(1984-):サッカー審判
- ペドロ・ポロ（1999-）: サッカー選手